# نشست پوتسدام (۲۰۲۳)
ملاقات راست‌گرایان افراطی در پوتسدام در سال ۲۰۲۳ که به «نشست پوتسدام» نیز معروف شده است، اشاره به نشست محرمانه ی چهره‌های راست افراطی آلمان دارد. این نشست که در تاریخ ۲۵ نوامبر ۲۰۲۳ در مهمان‌سرای ییلاقی آدلون (Villa Adlon) در کنار دریاچهٔ له‌نیتس (به آلمانی: Lehnitzsee) در شهر پوتسدام برگزار شد، توسط گروه تحقیقاتی پلتفرم کورِکتیو (Correctiv) افشا و زیر عنوان «طرح پنهانی علیه آلمان» (به آلمانی: Geheimplan gegen Deutschland) منتشر گردید.
این نشست کاملا محرمانه بوده و قرار و مدارهای آن تنها از طریق نامه‌نگاری کتبی انجام شده است. کپی این نامه‌ها اما در اختیار کورکتیو قرار گرفته است. یک گزارشگر به نام ژان پِتِرز  (به آلمانی: Jean Peters)
با دوربین مخفی نیز در محل برگزاریِ نشست حضور داشته است.
در گزارش مفصل کورکتیو که روز ۱۰ ژانویه ۲۰۲۴ منتشر شده آمده است که بخش بزرگی از سخنرانی‌ها و گفت‌وگوها در این نشست متمرکز بر یک نقطه اصلی بود: اخراج یا اصطلاحا «مهاجرت مجدد» (Remigration).
مارتین سِلنِر (Martin Sellner)، یک فعال راست افراطی از اتریش  «برنامه‌ریزی کلان برای مهاجرت مجدد» را در این نشست عرضه کرد که در آن سه گروه از مهاجران نام برده شده‌اند که باید آلمان را ترک کنند:  ۱) پناهجویان ۲) خارجیانی که حق اقامت دارند و ۳) خارجیانی که شهروندیِ آلمان را دارند اما در جامعهٔ میزبان ادغام نشده‌اند. 
استفادهٔ سِلنِر از واژهٔ «مهاجرت مجدد» به طور گسترده به عنوان یک تعبیر ملایم از واژگانی چون اخراج، طرد، دیپورت، اخراج اجباری و یا انتقال پناهندگان و خارجی‌ها فهمیده شد.
کورکتیو در گزارشش نوشته است: «آنچه که در آن آخرهفته در آنجا طراحی شد در وهلهٔ نخست حمله به موجودیت انسان‌ها و در وهلهٔ دوم حمله به قانون اساسی آلمان است.»
در این جلسه اعضای حزب آلترناتیو برای آلمان (AfD)، اتحادیه دموکرات مسیحی آلمان (CDU)، حزب خلق اتریش (ÖVP)، اعضای جنبش هویت‌خواهی (Identitäre Bewegung) اعضای اتحادیهٔ ارزش ها (Werteunion)،  و دیگر افراد حضور داشتند و دربارهٔ نحوهٔ اجرای این طرح گفتگو کردند.
صدراعظم وقتِ آلمان اولاف شُلتْس در شبکهٔ اِکْس نوشت: «به کسی اجازه نخواهیم داد که بینِ «ما» [یعنی‌ اقشار مختلف مردم‌] بر اساس داشتن یا نداشتن سابقهٔ مهاجرت تفرقه بیندازند. ما از همه محافظت می‌کنیم[...].» 
سایر سیاستمداران آلمان نیز به این موضوع واکنش نشان دادند، از جمله کریستیان دور (Christian Dürr) رییس فراکسیون حزب دموکرات آزاد آلمان (FDP)، آنچه را که در نشست اخیر مطرح شده مشابه دوران  ناسیونال سوسیالیسم آلمان دانسته و در شبکهٔ اکس نوشته است: «برنامهٔ کوچ دادن اجباری میلیون‌ها انسان ما را به یاد تاریک‌ترین بخش تاریخ آلمان می‌اندازد.»
در این راستا، به‌ویژه به دلیل موضوعات مطرح‌شده در نشست پوتسدام که به اخراج گروه‌های خاص از جامعه مربوط می‌شود، برخی رسانه‌ها و منتقدان نشست پوتسدام را به نوعی به کنفرانس وانزه تشبیه کردند. عبارت «وانزهٔ دوم» (Wannseekonferenz 2.0) به طور استعاری برای مقایسهٔ دو رویداد مختلف استفاده شده است. در حالی که کنفرانس وانزه در سال ۱۹۴۲ به بحث و تصمیم‌گیری در مورد قتل‌عام سازمان‌یافتهٔ یهودیان اروپا (راه حل نهایی) که توسط فرماندهان ارشد نازی مطرح شده بود، اختصاص داشت، نشست پوتسدام در نوامبر ۲۰۲۳، در مورد چگونگی فشار آوردن به افراد با تاریخچهٔ مهاجرت برای ترک کشور یا تحت فشار قرار دادن آن‌ها برای خروج از آلمان (طرح جامع) بحث کرده بود. به دلیل نزدیکی جغرافیایی این دو مکان – هر دو مکان تنها چند کیلومتر از هم فاصله دارند – در آن روزها بارها به کنفرانس وانزه اشاره شده بود. 
با این حال، این مقایسه اغلب مورد انتقاد قرار گرفته است، چرا که هدف و زمینهٔ تاریخی دو رویداد کاملاً متفاوت است.
انگیزهٔ اصلی پشتِ هولوکاست به شکل کامل ایدئولوژیک بود و کشتارها به شکل سازمان‌یافته و در اردوگاه‌های ویژه کشتارجمعی که در تاریخ پیش از خود سابقه نداشت و در تقریباً همهٔ مناطق اشغال‌شده توسط آلمان که امروزه ۳۵ کشور اروپایی را تشکیل می‌دهند انجام می‌شدند. اما شباهتی به دورانِ پیش از جنگ را می‌توان در آن یافت. پیش از جنگ، نازی‌ها تصمیم گرفتند جمعیت یهودی آلمان (و پس از آن کل اروپا) را به صورت انبوه از آن سرزمین کوچ دهند. موافقت هیتلر با طرح ۳۹-۱۹۳۸ برای بررسی کوچ هزاران یهودی از مناطق زیر سلطهٔ آلمان برای مدتی نشان از این دارد که طرح برنامه‌ریزی‌شده برای کشتار گستردهٔ یهودیان تا آن هنگام هنوز ریخته نشده بود.

## ملاقات در پوتسدام
دعوت‌نامه برای این ملاقات توسط گرنوت موریگ (Gernot Mörig) یکی‌ از کنشگران راستِ افراطی و هانس‌کریستیان لیمر (Hans-Christian Limmer) کارآفرین آلمانی و از راست‌گرایان افراطی ارسال شد. اما لیمر خودش در این ملاقات شرکت نکرد. موریگ پیش‌تر رهبر فدرال اتحادیهٔ جوانان وفادار به میهن (Freibund) بوده و بعداً در شاخهٔ راست‌گرای افراطی آن، یعنی جوانان آلمانی‌ وفادار به میهن (Heimattreue Deutsche Jugend) فعال شده بود. در دعوت‌نامه از یک «طرح اصلی یا جامع» و سخنرانی مارتین سِلنِر خبر داده شده بود و همچنین از شرکت‌کنندگان خواسته شده بود که حداقل ۵۰۰۰ یورو به عنوان کمک مالی اهدا کنند. این ملاقات باید به صورت محرمانه باقی می‌ماند، اما همانطور که اشاره شد توسط گروه تحقیقاتی کورِکتیو فاش شد و در ۱۰ ژانویه ۲۰۲۴ منتشر گردید. کورِکتیو نسخه‌ای از دعوت‌نامه را در اختیار داشت و با استفاده از منابع و فیلم‌های ضبط‌شده در هتل، محتوای ملاقات را بازسازی کرد.
انجمن دوسلدورف
تسایت آن‌لاین، نسخهٔ اینترنتی روزنامهٔ آلمانی دی تسایت، در تاریخ ۱۳ ژانویه ۲۰۲۴، گزارشی در مورد گروهی از سیاستمداران حزب آلترناتیو برای آلمان و راست‌گرایان افراطی منتشر کرد که خود را «انجمن دوسلدورف» می‌نامند و نشست‌های خود را در پوتسدام تحت عنوان «دورهمی دوسلدورف» برگزار می‌کنند. اولین نشست آنها در اوایل اکتبر ۲۰۲۱ برگزار شده است. به گفتهٔ منابع از دایره‌های بلندپایهٔ AfD، در این نشست‌ها، که تینو کروپالا نیز در آن حضور داشته، برگزاری چنین نشست‌هایی تایید شده است. کروپالا پس از پرسش دربارهٔ پنجمین دورهمی دوسلدورف، گفته بود که «چیزی به یاد نمی‌آورد». به گزارش تسایت آنلاین، این احتمال وجود دارد که گردهمایی در مهمان‌سرای آدلون در نوامبر ۲۰۲۳ [...] احتمالاً هفتمین دوره از این نشست بوده باشد. این گروه در تلاش است پول برای پروژه‌های راست‌گرای افراطی جذب کند، و هدف این نشست‌ها گرد هم آوردن فعالان سیاسیِ تاثیرگذار از جناح راست و کارآفرینان با سرمایه‌های کلان بود به منظورِ تلاش در جمع‌آوری پول برای پروژه‌های امیدوارکننده‌ای مانند یک شبکهٔ رادیویی و تلویزیونی دیجیتال. 
یکی از سران پشت صحنهٔ دورهمی‌های دوسلدورف، گرنوت موریگ است. او سال‌هاست که در صحنهٔ راست‌گرای افراطی فعال است. موریگ رابطهٔ نزدیکی با مکس اُته (Max Otte) دارد، که در روزنامهٔ راست‌گرای افراطی یونگه فرای‌هایت آگهی منتشر کرده و از مردم خواسته بود که یک پنجم دارایی خود را برای اهداف میهن‌پرستانه اهدا کنند. درخواست‌های تسایت آن‌لاین اما برای اظهارنظر از موریگ در مورد دورهمی دوسلدورف بی‌پاسخ ماند.

## شرکت‌کنندگان
بیش از ۲۰ نفر در این ملاقات حضور داشتند که برخی از آن‌ها عبارتند از:
- مارتین سِلنِر (Martin Sellner)، راست‌گرای افراطی اتریشی و سخنگوی پیشین جنبش هویت‌طلبان اتریش (Identitäre Bewegung Österreich)

- ماریو مولر (Mario Mülle)، راست تندرو و عضو جنبش هویت‌طلبان و کارمند علمی یکی‌ از نمایندگان AfD در مجلس

- رولاند هارتْویگ (Roland Hartwig)، نمایندهٔ پیشین AfD در مجلس و مشاور شخصی آلیس وایدل، رهبر حزب AfD

- گریت هوی (Gerrit Huy)، نمایندهٔ AfD در مجلس

- اولریش زیگموند (Ulrich Siegmund)، رئیس جناحِ AfD در مجلس ایالتی زاکسن-آنهالت

- پاتریک هار (Patrick Harr)، مدیر اجرایی فراکسیون AfD در مجلس ایالتی زاکسن-آنهالت[۸][۹]

- تیم کرآوزه (Tim Krause)، سخنگوی مطبوعاتی فراکسیون AfD در مجلس ایالتی براندنبورگ[۱۰]

- اولریش وُسگِرآو (Ulrich Vosgerau)، عضو CDU و هیئت مدیره یک بنیادِ نزدیک به AfD

- اریک آرِنز (Erik Ahrens)، شاخ مجازی[۱۱]، راست‌گرای افراطی و کنشگر[۱۲]، که به عنوان سرپرست کمپین تیک‌تاکی AfD شناخته می‌شود[۱۳] و استراتژی رسانه‌های اجتماعی حزب را نیز طراحی کرده است[۱۴]

- هانس‌اولریش کُپ (Hans-Ulrich Kopp)، کارآفرین و ناشر[۱۵]

- زیلکه شرودر (Silke Schröder)، در زمانِ نشست: عضو هیئت مدیرهٔ انجمن زبان آلمانی (Verein Deutsche Sprache)، ستون‌نویس در روزنامهٔ «Deutschland-Kurier»، و فعال در شبکهٔ «تلویزیون مستقل آلترناتیو، کانال ۱» (AUF1)[۱۶] [۱۷]

- هنینگ پلِس (Henning Pless)، متخصص طب سنتی و پیرو مکتبِ باطن‌گرایی غربی از شهر کیل[۱۸]

- گرنوت موریگ (Gernot Mörig)[۱۹][۲۰]، همراه با همسرش آسترید موریگ و پسرش آرنه فریدریش موریگ، که مشاور شخصی پتر کورت (Peter Kurth) سیاستمدار پیشین آلمانی و عضو CDU بود[۲۱][۲۲]

صاحبان هتل ویلا آدلون:
- ویلهلم ویلدِرینک (Wilhelm Wilderink)، عضو CDU[۲۱][۲۳]

- ماتیلدا مارتینا هوس (Mathilda Martina Huss)[۲۴]

اشخاص دیگر:
- کریستف هوفر (Christoph Hofer)، کارآفرینِ فناوری اطلاعات[۲۵][۲۶]

- پزشکی از کِرن‌تِن (جراح مغز و اعصاب در کلاگنفورت، پزشک بیمارستان خصوصی ویلاخ) و همسرش (عضو علی‌البدل شورای شهر از حزب خلق اتریش (ÖVP))[۲۷][۲۸]

## طرح جامع

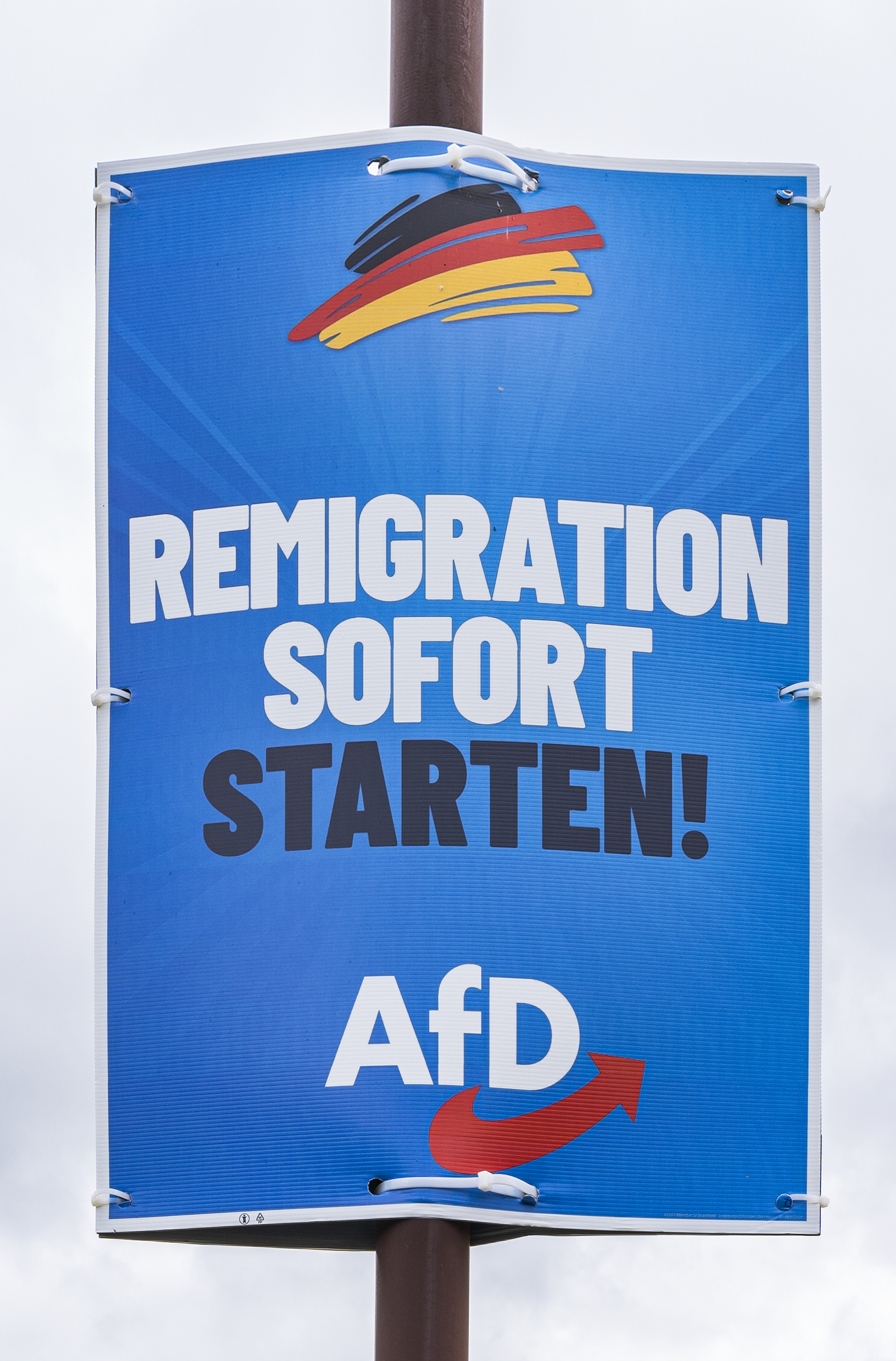
پوستر انتخاباتی با شعار «بازگرداندن مهاجران را فوراً آغاز کنید!» در تورینگن - انتخابات پارلمان اروپا ۲۰۲۴

در مقاله‌ی سِلنِر و در بحث‌های مربوطه، صحبت از آنچه به عنوان «طرح جامع برای بازگشت مهاجران» (Masterplan zur Remigration) شناخته می‌شود، مطرح شد. به گفته‌ی سِلنِر، سه گروه باید آلمان را ترک کنند: پناهجویان، افراد خارجی با حق اقامت و شهروندانِ (خارجی‌ تبارِ) ادغام نشده‌. سِلنِر در این زمینه همچنین به انتخاباتِ به اصطلاح قومی اشاره کرد. از دیدگاه او، افرادِ با پیشینه‌ی مهاجرت، اغلب به احزاب «مهاجرپذیر» یا «مهاجردوست» رأی میدهند. در این باره، از سوی کورکتیو ذکر شده است که با این استدلال حق رأی برای حدود ۲۰ میلیون نفر زیر سوأل میرود. در بین شرکت‌کنندگان در این نشست، انتقاد چندانی از این طرح به عمل نیامد، بلکه بیشتر تردیدهایی درباره‌ی عملی بودن آن وجود داشت، به ویژه در خصوص افرادی که تابعیت آلمانی دارند. سِلنِر در این زمینه توضیح داد که باید از «قانون‌های اختصاصی» برای اعمال فشار بر مردم استفاده کرد تا آنها خودشان به مهاجرت ترغیب شوند. او این طرح را به عنوان یک پروژه‌ی درازمدتِ چند دهه‌ای توصیف کرد. سِلنِر همچنین به ایجاد یک «کشور نمونه» یا «شهر نمونه» در شمال آفریقا فکر می‌کرد که تا دو میلیون نفر را بتوان به آنجا منتقل کرد. به نقل از خبرگزاری آلمان او اعلام کرد که این طرح شامل ایجاد یک منطقهٔ اقتصادی ویژه در شمال آفریقا است که قصد دارند آن را اجاره کنند.
طبق گزارش کورکتیو، در این نشست همچنین صحبت از بی‌اعتبار کردن  دادگاه عالی فدرال، زیر سؤال بردن مشروعیت انتخابات دموکراتیک و مبارزه با رسانه‌های عمومی شده است. همچنین درباره‌ی تأثیرگذاری بر جوانان در شبکه‌های اجتماعی با استفاده از محتواهایی که باید به عنوان «دیدگاه‌های سیاسی عادی» تلقی شوند، گفتگو صورت گرفته است. در جلسه بیان شد که برای تحقق «بازگشت مهاجران» باید قدرت پیشاسیاسی (یعنی تأثیرگذاری بر افکار و عقاید مردم قبل از تصمیم‌گیری‌های رسمی سیاسی) ایجاد شود، مانند سرمایه‌گذاری در پروژه‌های شاخ‌های مجازی (اینفلوئنسرها)، تبلیغات سیاسی و اقدامات مختلف به منظور تغییر در «جوِّ افکار عمومی».
طرح «بازگشت مهاجران از طریق اخراج» ایده‌ای  تازه نیست. بیورن هوکه (Björn Höcke) در کتاب خود با عنوان «هرگز نمی‌توان دوبار در یک رودخانه گام نهاد» که در سال ۲۰۱۸ منتشر شد، خواستار  پاکسازی آلمان از انسان‌های «ناسازگار با فرهنگ ملی آلمان» شده بود: «علاوه بر حفاظت از مرزهای ملی و اروپایی‌مان، پروژه‌ای بزرگ برای بازگشت مهاجران ضروری خواهد بود.»
عنوان این کتاب که اشاره‌ای است به نقل‌قولِ معروفی از هراکلیتوس، آن را با این اندیشه پیوند می‌دهد که تغییرات برگشت‌ناپذیر هستند و یک تغییر بنیادین ضروری است. او همچنین افزود که «ما حتی با کاهش ۲۰ تا ۳۰ درصدی جمعیت آلمان نیز بدون مشکل زندگی خواهیم کرد.»
ماکسیمیلیان کراه (Maximilian Krah)، نامزد اصلی حزب آلترناتیو برای انتخابات اروپا در سال ۲۰۲۴، نوشت که این رقم در آلمان بیش از ۲۵ میلیون نفر پیش‌بینی شده است […] که از این تعداد به وضوح بیش از ۱۵ میلیون نفر دارای تابعیت آلمان هستند.
آنچه جدید بود، این بود که این موضوع به عنوان برنامه‌ای کلان به همراه نمایندگان سایر احزاب مورد بحث قرار گرفت.

## واکنش‌ها
در اینجا به برخی‌ واکنش‌ها به نشست راست‌گرایان افراطی در پوتسدام (۲۰۲۳) اشاره می‌شود:
- واکنش‌های پژوهشگران و مراکز علمی‌

کریستوف مولرز (Christoph Möllers) استاد حقوق اساسی  بیان کرد که این نشست ممکن است در یک روند قانونی علیه حزب آلترناتیو برای آلمان (AfD) نقش داشته باشد.
گیدئون بُوچ (Gideon Botsch) پژوهشگر در حوزهٔ راست‌گرایی افراطی اشاره کرد که مسئله اصلی فقط افراطی بودن AfD نیست، بلکه باید بررسی شود که تا چه حد این حزب غیرقانونی است و تا چه حد قادر به اجرای اهداف خود می‌باشد.
مارکوس روت (Markus Roth) تاریخ‌نگار  از مؤسسهٔ فریتس بآور (Fritz Bauer Institut) شباهت‌هایی میان این نشست و کنفرانس وانزه در دوران نازی‌ها دید، هرچند که او تأکید کرد که مقایسه‌ها فقط در حد زبان و نمادها هستند و اعضای نشست فاقد قدرت اجرایی می‌‌باشند. وی اما اظهارات آنها را خطرناک دانست.
- واکنش‌ کلیساها

کلیسای کاتولیک در شرق آلمان به شدت مخالف دیدگاه‌ها و برنامه‌های حاضر در این نشست بود. گرهارد فَیگه (Gerhard Feige) و دیگر اسقف‌ها اعلام کردند که این دیدگاه‌ها با اصول انسانی و اجتماعی سازگاری ندارد.
کشیشان پروتستان مانند ارنست ویلهلم گُول (Ernst-Wilhelm Gohl)، اسقف کلیسای پروتستان در بادِن وورتِمبرگ، تأکید کردند که چنین افکاری با مسیحیت سازگار نیست و تمام مسیحیان باید با شهامت در برابر آن بایستند.
- واکنش‌های اقتصادی

این رویداد باعث تغییراتی در دنیای کسب و کار شد. به عنوان مثال رستوران زنجیره‌ای «هانس ایم گلوک» (Hans im Glück) از هم‌پیمان خود، هانس کریستیان لیمر که یکی‌ از دعوت‌کنندگان ملاقات پوتسدام بود، جدا شد.
اتحادیهٔ فدرال مدیریت پسماند، آب و اقتصاد چرخه‌ای آلمان (به آلمانی: Bundesverband der Deutschen Entsorgungs-, Wasser- und Kreislaufwirtschaft) پس از فاش شدن ارتباطات پیتر کورت، رئیس اجرایی این اتحادیه، با اعضای برجسته حزب AfD و راست‌گرایان افراطی، فوراً از وی جدا شد.
شرکت‌هایی مانند اِدِکا، آدیداس، شرکت مخابرات آلمانی و زالاندو نیز موضع خود را علیه افراط‌گرایی راست‌گرا و پیامدهای اقتصادی آن اعلام کرده و نگرانی‌های خود را درباره افزایش نفوذ حزب AfD ابراز کردند.
- واکنش‌های سازمان‌ها و انجمن‌ها

مرکز آموزش سیاسی آلمان (به آلمانی: Bundeszentrale für politische Bildung (bpb)) در تاریخ ۱۲ ژانویه ۲۰۲۴ به صراحت اعلام کرد که اجرای طرح‌های مارتین سِلنِر با قانون اساسی آلمان مغایرت داشته و با اصول حقوق بشر در تضاد است.
انجمن‌های حقوقی از جمله اتحادیه وکلای دادگستری آلمان (به آلمانی: Bundesrechtsanwaltskammer) و اتحادیه قضات آلمان (به آلمانی: Deutscher Richterbund) این نشست را تهدیدی جدی برای دموکراسی و سیستم حقوقی کشور دانستند و تأکید کردند که باید از هرگونه تلاش برای اعمال چنین سیاست‌هایی جلوگیری کرد.
- واکنش‌های جامعه مدنی

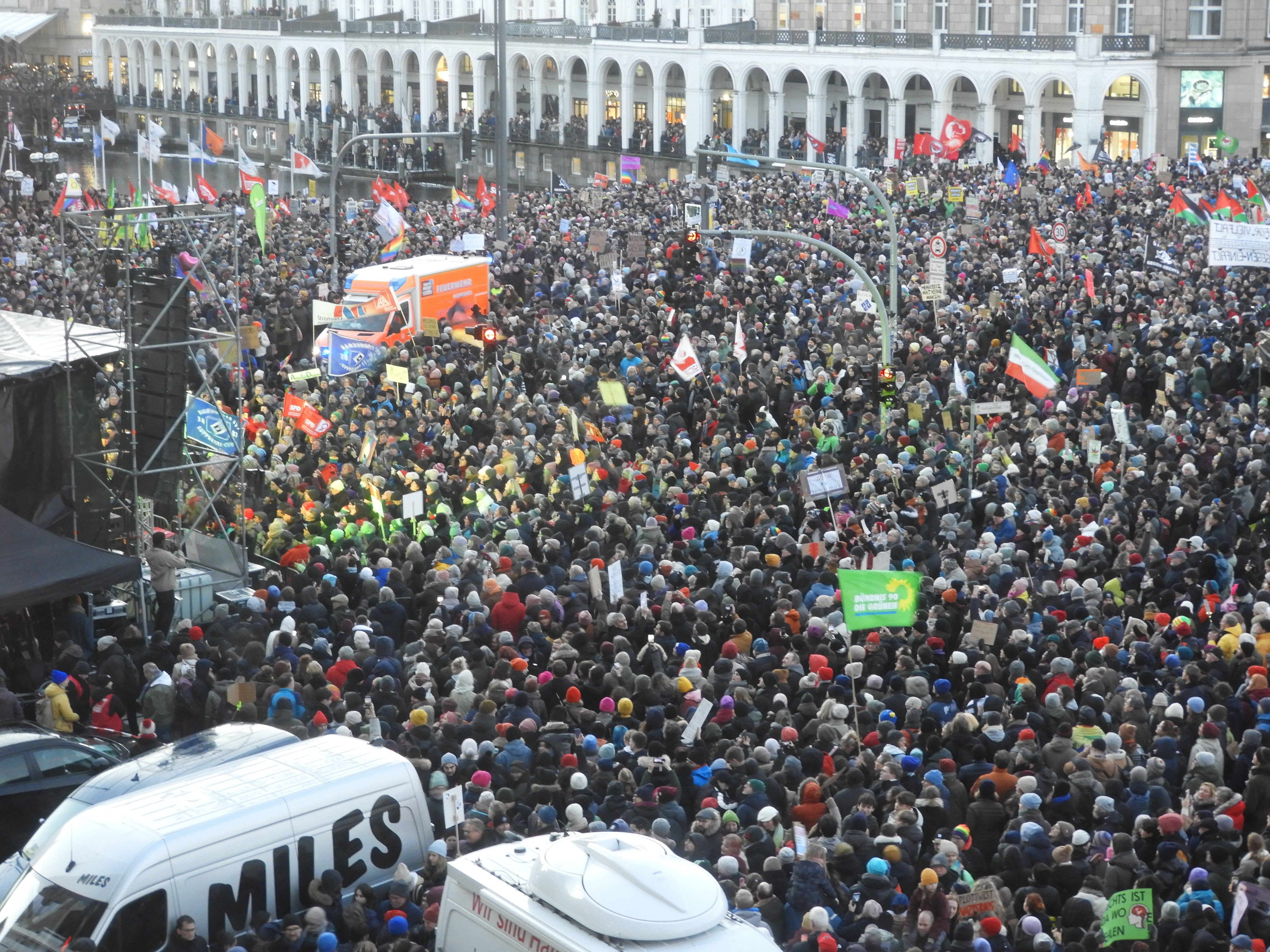
اعتراضاتِ ضد راست‌گرایی در هامبورگ، ۱۹ ژانویه ۲۰۲۴

گزارش مربوط به این گردهمایی موجب بروز موجی از اعتراضات ضد راست‌گرایان افراطی در سراسر آلمان گردید که در روزهای ۲۰ و ۲۱ ژانویه ۲۰۲۴، حدود یک میلیون نفر در این اعتراضات شرکت کردند. یکی از شعارهای مورد استفاده در بسیاری از عنوان‌ها و پلاکاردهای تظاهرات، Nie wieder ist jetzt بود (به معنای "تا ابد مباد [جنگ و فاشیسم]، یعنی‌ همین حالا").
در شهرهای مختلف اتریش از جمله وین (بر پایهٔ آمار پلیس: ۳۵٬۰۰۰ نفر)، زالتسبورگ (۳٬۰۰۰ نفر) و اینسبروک (۱٬۴۰۰ نفر) نیز تجمع‌هایی برگزار شد.
این اعتراضات، با حضور بیش از سه میلیون شرکت‌کننده در بیش از ۱۱۰۰ تجمع (تا مارس ۲۰۲۴)، بزرگ‌ترین سلسله‌تظاهرات در تاریخ آلمان به‌شمار می‌آیند. در برخی از شهرها و روستاهای کوچک، برای نخستین بار تظاهرات برگزار شد.
رئیس‌جمهور فعلی‌ آلمان، فرانک والتِر اِشتاین‌مایِر (از ۲۰۱۷)، از اعتراضات گسترده و ادامه‌دار علیه راست‌گرایان تندرو و قدرت‌گرفتن حزب آلترناتیو برای آلمان (AfD) تحت تأثیر قرار گرفت: «دیگر  جامعهٔ دموکراتیک بی‌تفاوتی  را کنار زده است [اشاره به نظاره‌گرانِ بیطرفِ جنایاتِ نازی‌ها در زمان هیتلر که دیدند و سکوت اختیار کردند].»

## پیامدهای حقوقی و سیاست‌ داخلی‌ آلمان

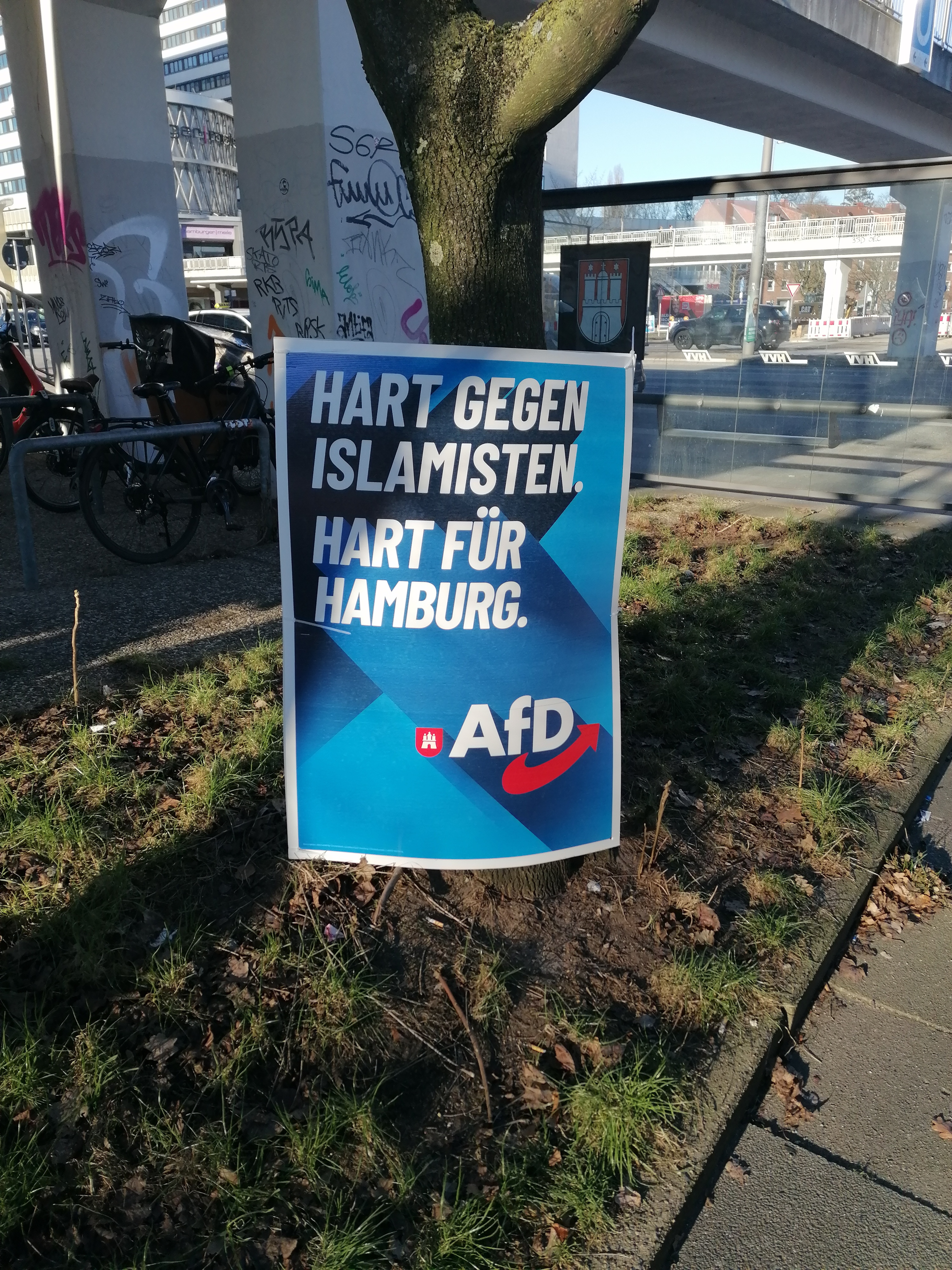
پوستر انتخاباتی حزب آلترناتیو برای آلمان (AfD) در انتخابات محلی هامبورگ ۲۰۲۵ با شعار: «سخت‌گیرانه علیه اسلام‌گرایان. قاطعانه برای هامبورگ»

افشای این نشست که در آن اعضای برجسته حزب AfD و نظریه‌پردازان راست افراطی همچون مارتین سِلنِر حضور داشتند، موجی از واکنش‌ها را در سطح احزاب دموکراتیک به دنبال داشت. در پی این رویدادها، بسیاری از مقامات سیاسی و افراد مرتبط با آن مجبور به اخراج و استعفا شدند. این تحولات باعث شده‌اند که موضوع نفوذ راست افراطی در ساختارهای سیاسی و خطرات آن برای دموکراسی آلمان بار دیگر در صدر مباحث عمومی قرار گیرد. همچنین بحث‌های شدیدی درباره احتمال ممنوعیت حزب آلترناتیو برای آلمان (AfD) و همچنین اخراج اعضای منفرد حزب از حزب دموکرات مسیحی (CDU) صورت گرفت. حزب دموکرات مسیحی پوتسدام از مالک ویلای آدلون، ویلهلم ویلدرینک، خواست که تا ۵ فوریه به طور قطعی از حزب خارج شود.او این مهلت را نادیده گرفت و به همین دلیل روز بعد، فرآیند رسیدگی به پرونده اخراج او از حزب آماده شد.
وزیر کشور وقتِ آلمان نانسی فِزِر (Nancy Faeser) درباره خطرات راست‌گرایی افراطی و ارتباطات دشمنان قانون اساسی با نمایندگان AfD هشدار داد.
او همچنین اعلام کرد که نهادهای امنیتی آلمان در حال بررسی امکان صدور ممنوعیت ورود برای مارتین سِلنِر هستند. این نهاد ها در حال بررسی این موضوع می‌‌باشند که آیا اظهارات سِلنِر در نشست پوتسدام تهدیدی برای امنیت و نظم عمومی محسوب می‌شود یا خیر.
طبق تحقیقات مجلهٔ اشپیگل، پلیس فدرال آلمان سِلنِر را به‌صورت مخفیانه در فهرست تحت پیگرد قرار داده است . همچنین علیه وی به اتهام تحریک به نفرت‌پراکنی (Volksverhetzung) شکایت کیفری ثبت شده.